# Calle Caballerizas (Sevilla)
La calle Caballerizas es una vía pública de la ciudad española de Sevilla.

## Descripción
La vía discurre desde la plaza de San Ildefonso hasta la de Pilatos, a la que llega de la mano de la calle Águilas. Aparece descrita en la Noticia histórica del origen de los nombres de las calles de esta ciudad de Sevilla (1839) de Félix González de León con las siguientes palabras:

Calle de las Caballerizas. Es divisoria de los cuarteles B. y D. y pertenece á la parroquia de san Ildefonso. Las caballerizas de la gran casa de Pilatos de los señores Duques de Medina Celi, que caen á esta calle, le han dado el nombre. En ella estuvo el hospital de san Ildefonso hasta el año de 1587, que por la reducion de hospitales se agregó al del Espíritu Santo de calle Colcheros. La calle es regular, no ancha y pasa desde la parroquia de san Ildefonso á la plaza de Pilatos.
(González de León, 1839, p. 211)